# Felix Vogel
Felix Vogel (* 1. Januar 1928; † 22. November 2002) war ein Dresdner Fußballspieler und Fußballtrainer. Für den SC Einheit Dresden und dessen Vorgängern spielte er in der höchsten Spielklasse des DDR-Fußballverbandes. Mit dem SC Einheit wurde er Pokalsieger, nach dessen Abstieg in die Zweitklassigkeit übernahm er das Traineramt, das er auch noch beim Nachfolger FSV Lokomotive innehatte.
Als Jugendfußballer spielte Vogel von 1941 bis 1944 bei den Sportfreunden 01 Dresden. Nach dem Zweiten Weltkrieg schloss er sich der SG Dresden-Mickten an, mit der er 1950 Sachsen-Meister und sächsischer Pokalsieger wurde. Anschließend gewann er mit der SG Mickten die Aufstiegsrunde zur DDR-Oberliga. In der Oberliga spielte die Mannschaft um Vogel zunächst als BSG Sachsenverlag und nannte sich noch während der Saison in BSG Rotation um. Am 14. Juni 1953 bestritt Vogel sein einziges DDR-Auswahlspiel. Mit der B-Nationalmannschaft spielte er in der Begegnung Bulgarien – DDR (2:1) als halbrechter Stürmer. 1954 gehörte Vogel zu den Spielern, die vom neu gegründeten SC Einheit Dresden übernommen wurden. In diesen Jahren gehörte Vogel mit Eberhard Petersohn, Lothar Müller, Harry Arlt und Werner Prenzel zum legendären Dresdner Wundersturm. Am 14. Dezember 1958 gewann Vogel mit dem SC Einheit nach einem 2:1-Sieg über den SC Lok Leipzig den DDR-Fußballpokal. In diesem Spiel wurde er als Mittelstürmer eingesetzt.
Nach dem Ende der Saison 1962 und des Abstiegs von Einheit Dresden aus der Oberliga beendete Vogel seine Laufbahn als Fußballspieler. Zwischen 1950 und 1962 hatte er in der DDR-Oberliga 259 Spiele bestritten und 77 Tore erzielt (lt. Leske, nach Baingo/Horn 246 / 72). Anfang 1963 übernahm er das Training der SC-Einheit-Fußballmannschaft in der zweitklassigen DDR-Liga, er schaffte aber weder in diesem Jahr noch später die erhoffte Rückkehr in die Oberliga. 1966 wurde seine Mannschaft aus dem Sportklub ausgegliedert und trat danach als FSV Lokomotive Dresden an. 1977 beendete Vogel seine Tätigkeit als FSV-Trainer.